# Hans Schröpf

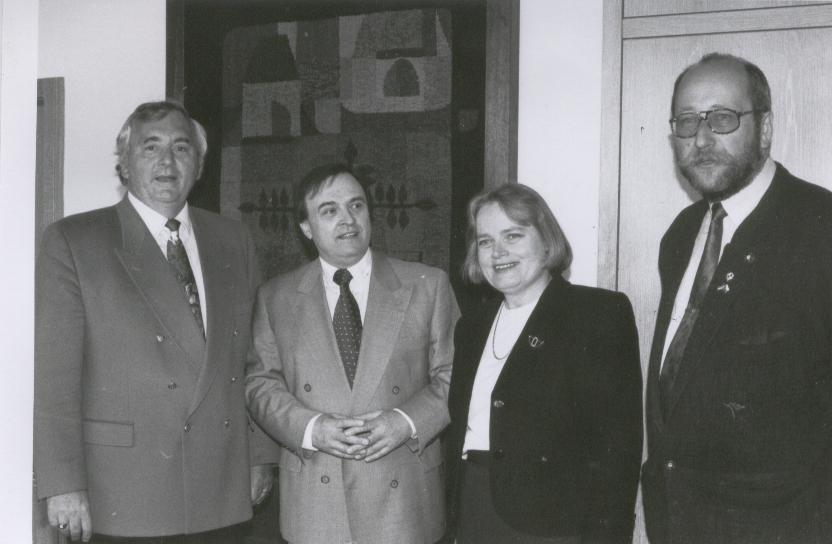
Hans Schröpf (links) beim Empfang des tschechischen Botschafters und Dichters Jiri Grusa

Johann „Hans“ Anton Schröpf (* 15. Mai 1938 in Weiden; † 21. November 2012 ebenda) war ein deutscher Politiker (CSU). Von 1976 bis 2007 war er Oberbürgermeister der Stadt Weiden.

## Leben
Schröpf zog 1966 in den Weidener Stadtrat ein. Am 30. Mai 1976 wurde er zum Oberbürgermeister gewählt. Er wurde fünf Mal wiedergewählt und hatte dieses Amt 31 Jahre inne. 2007 trat er – nachdem er zweimal wegen Untreue und Steuerhinterziehung verurteilt wurde – auf Bestreben seiner Partei und aus gesundheitlichen Gründen zurück. In seiner Amtszeit wurden unter anderem das sogenannte Neue Rathaus, das Weidener Eisstadion, die Max-Reger-Halle, die Thermenwelt und die Fachhochschule gebaut. Auch die Patenschaft der Stadt für die Boeing 737-300 „Weiden i.d. Opf.“ der Lufthansa und für das Minenjagdboot Weiden wurde übernommen.
Schröpf war mit Ingeborg „Inge“ Emma Schröpf verheiratet, die 2005 mit ihm wegen Veruntreuung von Tombola-Gewinnen und Steuerhinterziehung angeklagt war.
Hans Schröpf verstarb im Alter von 74 Jahren in seiner Wohnung. Die Trauerfeier wurde in der Pfarrkirche St. Josef abgehalten. Sein Leichnam wurde auf dem Stadtfriedhof beigesetzt.

## Ehrungen und Auszeichnungen
- Bürgermedaille der Stadt Weiden (12. Dezember 1977)
- Bundesverdienstkreuz am Bande
- Bundesverdienstkreuz 1. Klasse[6]
- Bayerischer Verdienstorden[7]
- Ehrensenator der Hochschule Amberg-Weiden[8]
- 2013 wurde das in seiner Amtszeit errichtete Eisstadion Weiden in Hans-Schröpf-Arena umbenannt.[9]